# 大阪府立成城高等学校
大阪府立成城高等学校（おおさかふりつ せいじょうこうとうがっこう）は、大阪府大阪市城東区にある公立の高等学校。

## 概要
全日制の工業高等学校として設置され、その後に定時制の併設がなされ、クリエイティブスクール（多部制単位制定時制）3部（I部は午前中を中心に、II部は午後を中心に、III部は夜間を中心にそれぞれ授業が開講される。I部・II部では1日6時限の授業を受講することで、またIII部では通信制高校と併修することで、それぞれ3年での卒業も可能となっている）の高等学校への改組を経て、全日制と定時制の総合学科を有する高等学校になった。
2007年度からは、大阪成蹊大学との高大連携制度を実施している。
2016年度より、エンパワメントスクールに改編された。

## 沿革
大阪府立高校としては8番目の工業高等学校として、1959年に大阪府立成城工業高等学校の名称で開校した。当初は全日制課程のみだったが、1963年に定時制課程を併設した。定時制課程は通常のクラスのほか、技能連携校にも在籍して、技能連携校で学習した工業科目の一部を高校の履修科目として認める技能連携クラスを別枠で募集していた。
「府立高等学校特色づくり・再編整備計画」により、2005年にクリエイティブ・スクール（多部制単位制定時制）の課程をもつ大阪府立成城高等学校に改編され、2012年度からは、クリエイティブ・スクールI・II部が多部制定時制から全日制総合学科へ、クリエイティブ・スクールIII部が定時制総合学科に改編された。

### 年表
- 1958年10月 - 仮称府立第8工業高等学校創設準備室が大阪府教育委員会事務局総務課分室内にできる
- 1959年4月 - 大阪府立成城工業高等学校として開設。全日制の機械工学科・電子工業科を設置。
- 1960年 - 校歌・校旗制定。創立記念日が10月9日に決まる。
- 1963年 - 定時制の課程機械工学科を新設。
- 1968年 - 定時制課程で大阪総合職業訓練校（大阪総合高等職業訓練校への改称を経て1989年募集停止）と連携。
- 1989年- 定時制課程で、大阪府立東大阪高等職業技術専門校と技能連携を開始。
- 1990年 - 全日制課程電子工業科を情報技術科に改編。
- 1992年 - 全日制課程機械工学科を電子機械科に改編。
- 2005年 - 大阪府立成城高等学校を設置。従来の大阪府立成城工業高等学校（全日制課程、定時制課程）を募集停止。全日制の課程はクリエイティブ・スクール（多部制定時制単位制総合学科）I・II部へ、定時制の課程はクリエイティブ・スクール（多部制単位制総合学科）III部に改編。
- 2007年3月31日 - 大阪府立成城工業高等学校全日制課程が閉課程。
- 2008年3月31日 - 大阪府立成城工業高等学校定時制課程が閉課程。成城工業高等学校が閉校。
- 2012年 - クリエイティブ・スクールI・II部が多部制定時制から全日制総合学科へ、クリエイティブ・スクールIII部が定時制総合学科に改編。
- 2016年4月1日 - エンパワメントスクールに改編される。

## 系列

### I部・II部
クリエイティブ・スクールのI部・II部において以下の系列を取り入れていた
- 数理科学…理工系大学進学希望者を対象にしている。
- 人文科学1…国公立文系・薬学・農学・看護医療系進学希望者を対象にしている
- 人文科学2…文系大学進学希望者を対象にしている。
- 生活デザイン1…
- 生活デザイン2…
- 情報技術1…コンピューター関係の授業が中心。卒業後、就職希望者を対象にしている。
- 情報技術2…コンピューター関係の授業が中心。3年次は1と授業が若干異なる。卒業後、専門学校進学希望者を対象にしている。
- ものづくり…元工業高等学校の伝統を生かした実習中心の教育がなされている

2012年度より全日制総合学科○○系列となる
- ものづくり系列
  - 工業デザインコース
- 情報技術系列
- 生活デザイン系列
- 商業実務系列
- 総合文理系列

### III部
- 発見工房
- 生活デザイン
- 情報技術
- ものづくり

2012年度より夜間定時制総合学科

## 出身者
- 桂小文枝 (4代目) - 落語家
- 桂春駒 - 落語家
- 野茂英雄 - プロ野球選手
- 山之内幸夫 - 弁護士・作家・脚本家

## 交通
- 深江橋駅（Osaka Metro中央線）より北東へ約500m